# Etimología
Se denomina etimología al estudio del origen de las palabras individuales, de su cronología, su incorporación a un idioma, así como de la fuente y los detalles de sus cambios en la forma y significado. En idiomas de larga historia escrita, la etimología es una disciplina relacionada con la filología y con la lingüística histórica, que comprende el estudio del origen de las palabras mediante investigación de su significado original, de su estructura, así como de su evolución diacrónica, es decir, posibles cambios ocurridos en el transcurso del tiempo. Asimismo, para obtener alguna fuente directa, por ejemplo la escritura, mediante métodos de lingüística comparativa se pueden reconstruir datos relativos a lenguas sumamente antiguas. Así, por medio de análisis de otros idiomas relacionados, los lingüistas pueden establecer inferencias acerca de la lengua de la que son originarias y de su vocabulario.

## Origen de la palabraetimología
La palabra etimología proviene del latín etymologĭa; esta, a su vez, del griego ἐτυμολοɣία, compuesta por ἔτυμος, -α, -ον étymos, -a, -on («[elemento] verdadero, auténtico»), λόɣος, lógos («tratado, estudio, palabra») y la terminación -ία, -ía que indica relación.

## Historia
El poeta griego Píndaro empleó etimologías creativas para halagar a sus mecenas. Plutarco empleó etimologías basadas inseguramente en fantasiosas semejanzas de los sonidos. Una de las definiciones tempranas de etimología, que además aporta una idea bastante clara de la concepción imperante en la época clásica –y posteriormente– acerca de esta disciplina es la que, alrededor del año 630, escribió el gramático Melampo en sus comentarios a la Tékhne Grammatiké, de Dionisio de Tracia:

Ἐτυμολογία ἐστὶν ἀνάπτυξις τῶν λέξεων, δἱ ἧς τὸ ἀληθὲς σαφηνίζεται• ἔτυμον γὰρ λέγεται τὸ αληθές […], ἐτυμολογία ὡς ἂν εἴ τις εἴποι ἀληθινολογία. οὐ γὰρ ὡς ἔτυχεν ἐξ ἀρχῆς αἱ Ἑλληνικαὶ λἐξεις ἐπετέθησαν ἑκἀστῳ πράγματι, ἀλλὰ διὰ τὸ τὸν νοῦν ἀναπτύσσοντας ἑξευρίσκειν, χάριν τίνος τὀδε τι καὶ πῶς δὲ λέγεται. τέταρτον οὗν μέρος τῆς γραμματικῆς ἐστιν, ὡς εἴ εις εἴροιτό με, βλέφαρον διὰ τί εἴρηται, τρέψας τὸ φ εἰς τὸ π, καὶ διαστεἰλας τὴν λἐξιν, εὗρον ὅτι διὰ τοῦτο λέγεται βλέφαρον, διὸτι αἰρομένου αὐτοῦ ἐπὶ τὰ ἀνω βλέπομεν, οἷον βλεπέαρον, ἆρον καὶ βλέπεις• ἢ μηδὲ τρέψας τι, διαστείλας δὲ μόνον τὴν λέξιν, εὗρον ὅτι ὥς ανεὶ φᾶρος, ὅπερ περιβόλαιόν ἐστι τοῦ βλέμματος. πάλιν εἴ τις ἔροιτό με, γλῶσσα διὰ τί λέγεται, τρέψας τὸ λ εἰς τὸ ν καὶ τὸ δεύτερον σ εἰς τὸ τ, φημί οὕτως, ἡ γνωστὰ ἐν τῷ νῷ τοῖς ἀκούουσι ποιοῦσα τὰ λεγόμενα• οὐ γὰρ δἰ ἑτέρου μέρους σωματικοῦ γινώσκομεν τὴν ἑκάστου ἔννοιαν. πάλιν εἴ τις ἔροιτό με, ὀδόντες διὰ τί λέγονται, τρέψας τὸ ο εἰς τὸ ε, εὗρον ὡς ανεὶ οἱ ἔδοντες, τουτέστιν οἱ έσθίοντες.
Etimología es la desmembración de las palabras, mediante la cual se aclara la verdad; ἔτυμον, en efecto, se llama lo verdadero […] Luego etimología es como si se dijera ἀληθινολογία («estudio de la verdad»), pues las palabras griegas no fueron en su origen dispuestas a cada cosa al azar, sino que mediante el análisis del sentido descubrimos por qué tal cosa se llama de tal modo. Como si alguien me preguntase por qué se llama βλέφαρον («párpado»): cambiando la φ en π y partiendo de la palabra, descubrí que se llama βλέφαρον porque cuando está levantado «miramos hacia arriba», como si fuese βλεπέαρον («mira hacia lo alto»). O bien, sin cambiar nada, solo partiendo de la palabra, hallé que es como un φᾶρος («manto») porque es cobertor de nuestra mirada. Por otro lado, si se me preguntase por qué se llama γλῶσσα («lengua»), cambiando la λ en ν y la segunda σ en τ, digo γνωστὰ («conocida»), la que hace «cognoscible» a los oyentes lo que está en nuestra mente. Pues por ningún otro órgano físico conocemos el pensamiento de cada uno. Más aún, si alguien me preguntase por qué se llaman ὀδόντες («dientes»), cambiando la ο en ε hallé algo así como ἔδοντες, es decir, «los que comen», y, en efecto, gracias a ellos comemos.

Etymologicum genuinum es una enciclopedia gramatical editada en Constantinopla en el siglo ix, uno de tantos trabajos similares bizantinos.
Etymologiae, de Isidoro de Sevilla, fue una enciclopedia de indagación de las «primeras cosas», que, sin críticas, permaneció en uso en Europa hasta el siglo xvi.
Cicerón, en Tópica (Tópicos) 8, 35, al traducir obras de los clásicos griegos, usaba el vocablo vērĭlŏquĭum, plural vērĭlŏquĭi, de vērus: verdadero, y lŏquor: hablar, pero prefería la dicción nŏtātiŏ: nota, observación, reparo.
A continuación se incluyen tres citas contenidas en el wikcionario en alemán:

Ea est autem, cum ex vi nominis argumentum elicitur; quam Graeci ἐτυμολογίαν appellant, id est verbum ex verbo veriloquium; nos autem novitatem verbi non satis apti fugientes genus hoc notationem appellamus, quia sunt verba rerum notae.
Marcus Tullius Cicero, Topica, 35

Es decir, aproximadamente: "Esta es, en efecto, cuando se extrae el argumento del significado de la palabra; los griegos llaman a esto ἐτυμολογίαν, es decir, una palabra de verdad a partir de una palabra; nosotros, sin embargo, evitando el uso insuficiente de la novedad de la palabra, llamamos a este tipo de notación, porque son palabras que denotan cosas."
Lo cita Quintiliano, 1, 6, 28:

Nam verbum ex verbo ductum, id est veriloquium, ipse Cicero, qui finxit, reformidat.
Marcus Fabius Quintilianus, 1, 6, 28.

Es decir, aproximadamente: "Porque la palabra derivada de otra palabra, es decir, una palabra de verdad, el mismo Cicerón, quien la creó, la evita."
Así mismo, Isidoro de Sevilla (o Isidorus Hispalensis), en su obra Sententiae (Sentencias) usa este vocablo:

Nonnunquam falsitas veriloquio adiungitur, et plerumque a veritate incipit qui falsa confingit.
Isidorus Hispalensis, Sententiae, 2, 30, 4.

Es decir, aproximadamente: "A veces, la falsedad se añade a la verdad, y generalmente quien inventa cosas falsas comienza desde la verdad."

### Sánscrito antiguo
Los lingüistas y gramáticos sánscritos de la antigua India fueron los primeros en realizar un análisis exhaustivo de la lingüística y etimología. El estudio de la etimología sánscrita proporcionó a los eruditos occidentales la base de la lingüística histórica y la etimología moderna. Cuatro de los lingüistas sánscritos más famosos son:
- Iaská (circa siglos VI-V a. C.)
- Panini (circa 520-460 a. C.)
- Kātyāyana (siglos VI-IV a. C.)
- Patañjali (siglo II a. C.)

Sin embargo, estos lingüistas no fueron los primeros gramáticos sánscritos. Siguen a una línea de antiguos gramáticos del sánscrito que vivieron varios siglos antes, como Sakatayana, de quien se sabe muy poco. Las etimologías más antiguas que se pueden encontrar están en la literatura védica, en las explicaciones filosóficas de los Bráhmana, Araniakas y Upanishads.
Los análisis de gramática sánscrita realizados por los lingüistas mencionados anteriormente implicaron estudios extensivos sobre la etimología (llamada Nirukta o Vyutpatti en sánscrito) de las palabras sánscritas, ya que los antiguos indios consideraban que el sonido y el habla en sí mismos eran sagrados y, para ellos, las palabras de los sagrados Vedas contenían una codificación profunda de los misterios del alma y Dios.

### Época moderna
La etimología en el sentido moderno surgió en la academia europea de finales del siglo XVIII, en el contexto de la más amplia "Edad de la Ilustración", aunque precedida por pioneros del siglo XVII como Marcus Zuerius van Boxhorn, Gérard Vossius, Stephen Skinner, Elisha Coles y William Wotton. El primer intento sistemático conocido de demostrar la relación entre dos idiomas basándose en la similitud de gramática y léxico se realizó en 1770 por el húngaro János Sajnovics, cuando intentó demostrar la relación entre el sami y el húngaro (trabajo que fue extendido posteriormente a toda la familia de lenguas ugrofinesas en 1799 por su compatriota Samuel Gyarmathi).
El origen de la lingüística histórica moderna se atribuye comúnmente a Sir William Jones, un filólogo galés que vivía en la India, quien en 1782 observó la relación genética entre el sánscrito, el griego antiguo y el latín. Jones publicó su obra "The Sanscrit Language" en 1786, sentando las bases para el campo de la lingüística indoeuropea.
El estudio de la etimología en la filología germánica fue introducido por Rasmus Christian Rask a principios del siglo XIX y elevado a un alto estándar con el Diccionario Alemán de los Hermanos Grimm. Los éxitos del enfoque comparativo culminaron en la escuela neogramática de finales del siglo XIX. Todavía en el siglo XIX, el filósofo alemán Friedrich Nietzsche utilizó estrategias etimológicas (principalmente en "La genealogía de la moral", pero también en otros lugares) para argumentar que los valores morales tienen orígenes históricos definidos (específicamente, culturales), donde las modulaciones en el significado de ciertos conceptos (como "bueno" y "malo") muestran cómo estas ideas han cambiado con el tiempo, de acuerdo con el sistema de valores que las ha apropiado. Esta estrategia ganó popularidad en el siglo XX, y filósofos como Jacques Derrida han utilizado etimologías para señalar significados anteriores de las palabras y descentralizar las "jerarquías violentas" de la filosofía occidental.

## La ciencia etimológica
La etimología comprende no solamente el análisis de las raíces (radicales) de las palabras, sino también de sus elementos constitutivos: desinencia, tema, terminación y radical.
El estudio de la etimología ayuda:
- a la comprensión del significado de las palabras;
- a la ampliación del vocabulario personal;
- a mejorar la ortografía;
- a la aplicación correcta de la sinonimia, pues solo muy pocos sinónimos son 100% equivalentes.

Usando textos antiguos, los etimólogos intentan averiguar la cronología y la modalidad de la incorporación, la evolución –hacia el lenguaje actual– y las mutaciones que han acontecido a una palabra. La etimología en castellano y en catalán debe mucho a la obra del filólogo catalán Joan Coromines, del siglo xx.
La valoración de su importancia ha variado según las tendencias del momento. Su época dorada acaeció durante el siglo xix, cuando se emprendieron trascendentes proyectos de estudio etimológico, tales como los que culminaron en la edición de las obras siguientes:
- Oxford English Dictionary (OED).

- (Primer) Diccionario general etimológico de la lengua española, de Roque Barcia, en 1880.

### Ejemplos
El surgimiento y la modificación de la mayoría de las palabras ocurren por uso constante. El lenguaje no es ningún ente estático, sino que evoluciona, se modifica y se retroalimenta. A continuación se aportan dos ejemplos de palabras incorporadas por el uso, luego adoptadas normativamente.
Flipar
En España es muy común utilizar este verbo, sobre todo entre los jóvenes, con significado de «asombra, porque no se espera o porque parece verse de otra manera, muy diferente, o justo al revés» o, más popularmente, que hace «voltear la mente», puesto que el término flip, en inglés, denota «dar la vuelta» o «voltear algo». Aunque al vocablo, incorporado ya al Diccionario de la Real Academia Española, se le vincula principalmente con los efectos que la droga provoca en la mente humana y, en segundo lugar, a estar o quedar entusiasmado.
Subasta
En la época de los romanos imperaba un tipo de contrato que consistía en colocar un «asta» o «lanza» en la tierra, que dividía distintos tipos de bienes. Luego un letrado, que podía ser el pretor, se encargaba de escuchar las ofertas de la gente por los bienes ubicados bajo el «asta» (sub asta). De ahí el origen de esta dicción.

## Métodos
Los etimólogos aplican varios métodos para estudiar el origen de las palabras, algunos de los cuales son:
- Investigación filológica. Los cambios en la forma y significado de la palabra pueden rastrearse con la ayuda de textos antiguos, si están disponibles.
- Utilización de datos dialectológicos. La forma o significado de la palabra puede mostrar variaciones entre dialectos, lo que puede proporcionar pistas sobre su historia anterior.
- Método comparativo. A través de una comparación sistemática de idiomas relacionados, los etimólogos a menudo pueden detectar qué palabras derivan de su idioma ancestro común y cuáles fueron prestadas posteriormente de otro idioma.
- Estudio del cambio semántico. Los etimólogos a menudo deben hacer hipótesis sobre cambios en el significado de palabras particulares. Tales hipótesis se prueban contra el conocimiento general de cambios semánticos. Por ejemplo, la suposición de un cambio de significado particular puede ser respaldada al demostrar que el mismo tipo de cambio ha ocurrido en otros idiomas también.